# Резбоєнь (Ясси)
Резбоєнь, Резбоєні (рум. Războieni) — село у повіті Ясси в Румунії. Входить до складу комуни Іон-Некулче.
Село розташоване на відстані 317 км на північ від Бухареста, 41 км на захід від Ясс.

## Населення
За даними перепису населення 2002 року у селі проживали 1694 особи, з них 1690 осіб (99,8%) румунів. Рідною мовою 1690 осіб (99,8%) назвали румунську.